# Vizegrafschaft Aubusson
Die Vizegrafschaft Aubusson, benannt nach der Stadt Aubusson, lag in der Grafschaft Marche. Zur Vizegrafschaft gehörten das obere Tal der Creuse bis in die Nähe von Guéret, die Täler des Taurion und der Vienne und das Plateau de Millevaches mit seinen südlichen Ausläufern.
Ab dem 9. Jahrhundert befand sich die Vizegrafschaft Aubusson im Besitz der gleichen Familie, bis Ranulphe V. d’Aubusson sie an Hugo XI. von Lusignan verkaufte.

## Vizegrafen von Aubusson
- Ranulphe I. († nach 934) wurde 887 von König Odo von Frankreich als Vizegraf von Aubusson eingesetzt; sein namentlich nicht bekannter Vater wird 877 als consanguineus von Aldebert I., Vizegraf von Limoges bezeichnet.
- Robert, † wohl 950, Vicomte d’Aubusson, dessen Sohn
- Rainaud I., † nach 958, dessen Bruder, 956 als Vicomte d’Aubusson genannt
- Ranulphe II. Cabridellus, X vor 1031, dessen Sohn
- Renaud II., † nach 1048, Vicomte d’Aubusson, dessen Sohn
- Ranulphe III., † wohl 1060, 1048 Vicomte d‘Aubusson, dessen Bruder
- Renaud III., um 1060 Vicomte d’Aubusson, dessen Sohn
- Ranulphe IV., † vor 1100, 1085/96-97 Vicomte d’Aubusson, dessen Sohn
- Guillaume I., 1096–97/1123 Vicomte d‘Aubusson, dessen Bruder
- Renaud IV., † wohl 1150, Vicomte d’Aubusson, dessen Sohn
- Renaud V. le Lepreux, † nach 1185, Vicomte d‘Aubusson, dessen Sohn
- Guy I., 1174/90 bezeugt, Vicomte d’Aubusson, dessen Sohn,
- Renaud VI., † vor 1250, Vicomte d’Aubusson, dessen Sohn
- Guy II., Vicomte d’Aubusson, Seigneur de Pelletin 1225/60, dessen Sohn
- Ranulphe V., † nach 1278, Vicomte d’Aubusson, dessen Bruder, verkauft 1263/68 die Vizegrafschaft an den Grafen von Marche